# Boucle-Saint-Denis
Ne doit pas être confondu avec Boucle (commune).
Pour les articles homonymes, voir Saint-Denis et Boucle.
Boucle-Saint-Denis (Sint-Denijs-Boekel en néerlandais) est une section de la commune belge de Zwalin située en Région flamande dans la province de Flandre-Orientale. C'était une commune à part entière avant la fusion des communes de 1977 quand elle sera intégrée dans la commune de Munkzwalm pour devenir en 1977 une section de Zwalin.

## Toponymie
Bocle (1108), Bocla (1150-54), Bocla sancti Dionisi (± 1185), St Denys-Boucle (1814).

## Démographie

### Évolution démographique
- Sources : INS, Rem. : 1831 jusqu'en 1970 = recensements[3].